# Codogno (stacja kolejowa)
Codogno (wł. Stazione di Codogno) – stacja kolejowa w Codogno, w prowincji Lodi, w regionie Lombardia, we Włoszech. Znajduje się na linii Mediolan – Bolonia oraz na linii z Cremony.
Według klasyfikacji RFI stacja ma kategorię srebrną.

## Historia

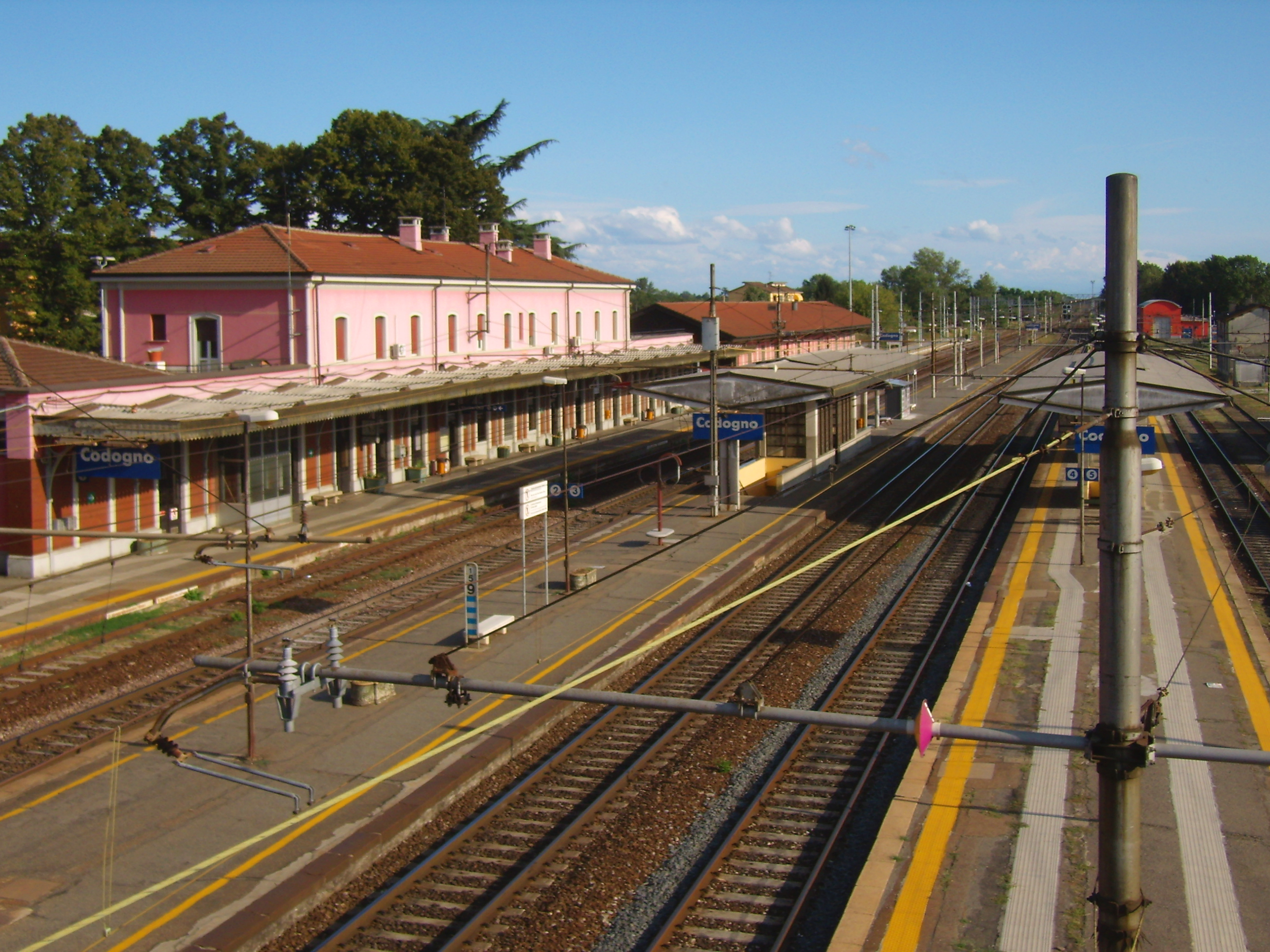
Widok na stację

Stacja została otwarta w 1861 roku wraz z linią Mediolan-Piacenza, która później stał się częścią wielkiej z Mediolanu do Rzymu.
W 1866 roku stał się punktem wyjścia dla linii do Cremony, zbudowanej przez Società Italiana per le Strade Ferrate Meridionali w ramach trasy Pawia-Cremona-Brescia, które wykorzystywała na odcinku Casalpusterlengo-Codogno linię Mediolan-Piacenza. Ta linia, jednak od lat osiemdziesiątych XIX wieku, była używany głównie przez pociągi z Mediolanu do Cremony i Mantui.

## Linie kolejowe
- Mediolan – Bolonia
- Pavia – Cremona

## Ruch pociągów
Stacja jest obsługiwana przez pociągi regionalne na linii Mediolan-Piacenza, kursujące w takcie godzinnym. Jest stacją końcową dla większości pociągów z Pawii i Cremony. Wreszcie, jest obsługiwana przez RegioExpress Mediolan-Mantua, z częstotliwością co dwie godziny i niektóre regionalne pociągi Mediolan-Bolonia obsługiwane przez Trenitalia.
Wszystkie pociągi są zarządzane przez Trenord.